# Pseudochromis pesi
Pseudochromis pesi är en fiskart som beskrevs av Lubbock, 1975. Pseudochromis pesi ingår i släktet Pseudochromis och familjen Pseudochromidae. IUCN kategoriserar arten globalt som sårbar. Inga underarter finns listade i Catalogue of Life.